# Laccophilus posticus
Laccophilus posticus är en skalbaggsart som beskrevs av Aubé 1838. Laccophilus posticus ingår i släktet Laccophilus och familjen dykare. Inga underarter finns listade i Catalogue of Life.